# Белоруска рубља
Белоруска рубља (блр. Беларускі рубель) је званична валута у Белорусији. Симбол за белоруску рубљу је »Br« а код BYN. Једну рубљу чини 100 капејки.
Након распада СССР-а у Белорусији је привремено уведен систем бонова како би се заменио совјетски новац. Прва Белоруска рубља је уведена 1992. године и имала је вредност од 10 совјетских рубаља. Нова белоруска рубља која је и данас у оптицају је уведена 2016. у вредности од 10000 старих за 1 нову.
Годишња инфлација рубље је 12% у 2015. Новац издаје Народна Банка Републике Белорусије.
Апоени новчаница су 5, 10, 20, 50, 100, 500 рубаља а ковани новац у апоенима од 1, 2, 5, 10, 20 и 50 копејки као и 1 и 2 рубаља.
Од момента доласка на власт Александар Лукашенко је велики заговорник заједничке валуте Белорусије и Русије. Планирано је да Белорусија прво пређе на руску рубљу током 2003. како би током 2007. или 2008. била уведена нова заједничка валута, међутим овај план никада није остварен и његова будућност је неизвесна.